# Пелетрон
Пелетрон (від англ. pellet — кулька) — електростатичний прискорювач, аналогічний за принципом дії до генератора Ван де Граафа. Принципова відмінність полягає в тому,  що електричний заряд переноситься не діелектричною стрічкою-транспортером, а ланцюгом, що складається з електропровідних ланок (pellets), з'єднаних ізолятором, завдяки чому володіє більшою стійкістю приросту напруги і великим струмом (від 0,1 до 0,5 мА). Для збільшення струму можливе паралельне увімкнення машин.

## Принцип дії

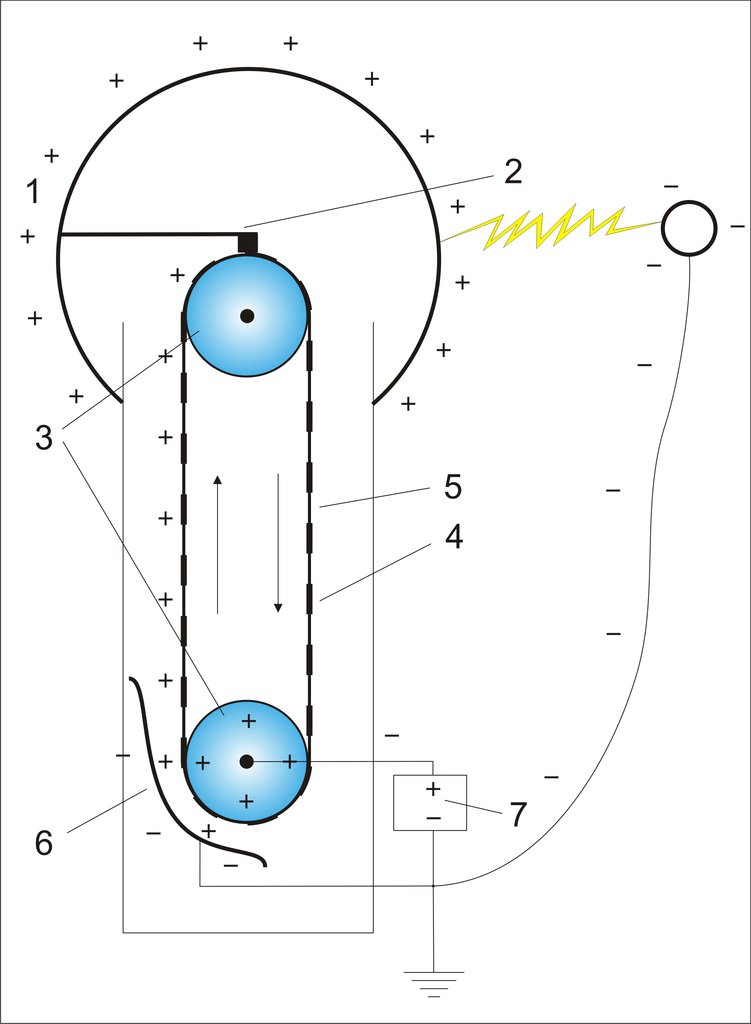
Схема генератора

Пристрій можна представити у вигляді системи конденсаторів з однією нерухомою обкладкою (індуктор) і безліччю рухомих обкладок (пелети). При русі стрічки рухомі обкладки отримують заряд від джерела постійної напруги {\displaystyle U_{excit.}}, від'єднуються від підзаряджального валика і їдуть наверх. Ємність, значення якої максимальне під час заряду обкладки, в результаті віддалення від другої обкладки зменшується до значення {\displaystyle C_{min}} у верхньому токознімному ланцюзі, а напруга зростає за законом {\displaystyle U=U_{excit.}{\frac {C_{max}}{C_{min}}}}. При досягненні верхньої токознімної щітки заряд переходить на обкладку накопичувального конденсатора. Ця обкладка робиться сферичної форми, що сприяє відведенню заряду з токознімної щітки, оскільки заряд завжди розподіляється по поверхні провідної сфери. Приріст напруги також обмежується струмом витоку коронного розряду. Високовольтна енергія складається з енергії збудження і механічної роботи, причому більша частина отриманої енергії обумовлена механічним перенесенням заряду від індуктора до накопичувального конденсатора.

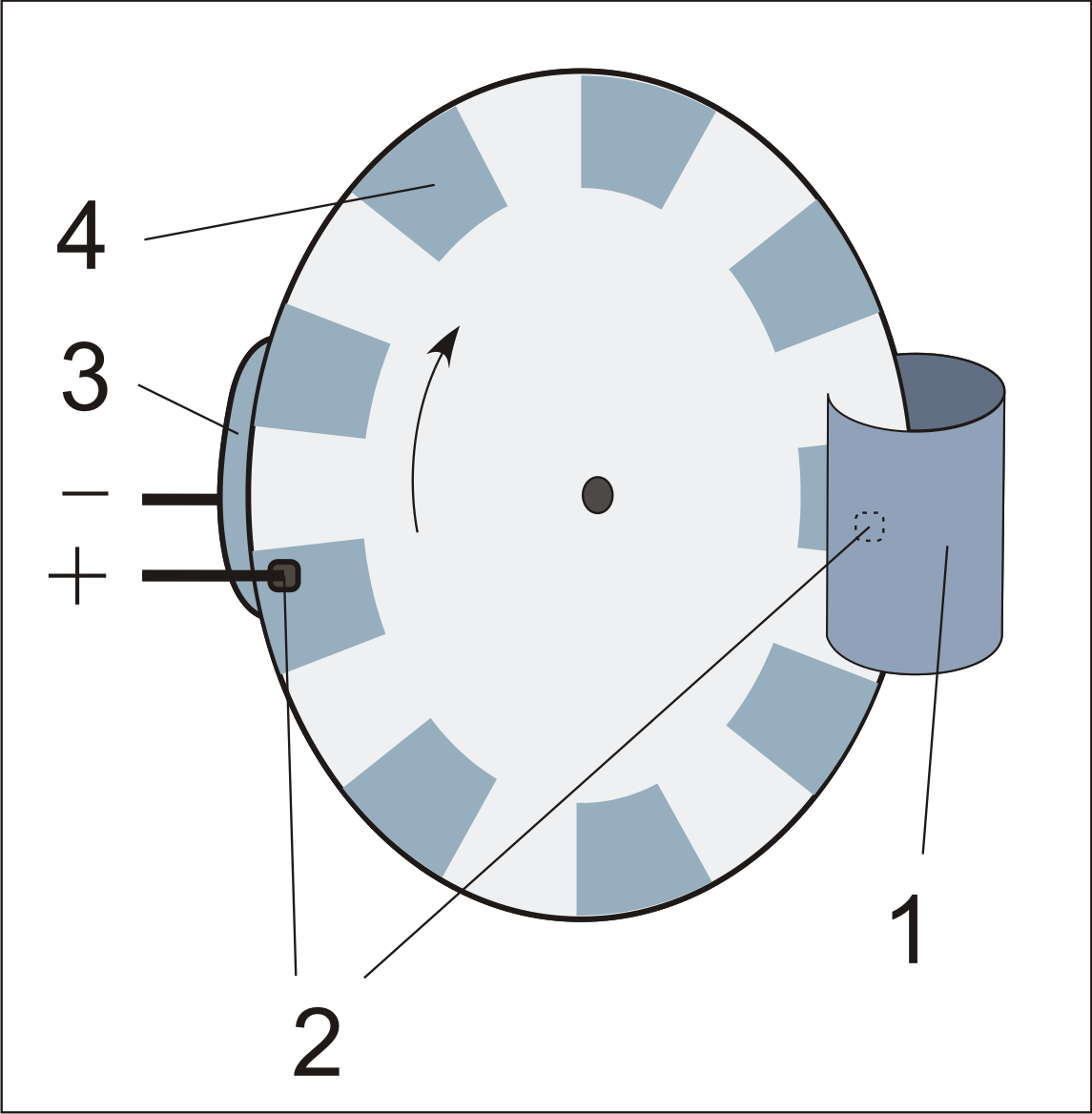
Дисковый электростатический генератор

За конструкцією, електростатичні генератори відрізняються формою приводу рухомих обкладок, що переносять заряд. Найбільшого поширення набули стрічкові і дискові варіанти. Оскільки приріст напруги залежить від зміни ємності, то в останніх можна досить легко досягти більшу її різницю за рахунок малих зазорів і биттів, також можна збільшити швидкість перенесення зарядів і використовувати порівняно низьковольтне збудження, а також з'єднати кілька машин послідовно, встановивши декілька дисків на одному валу.
Пелетрон часто розміщують в герметичній посудині, заповненій ізолюючим газом, наприклад SF6 (гексафторид сірки). Характерні електричні напруги на високовольтному терміналі пелетрона становлять кілька мегавольт; максимальне отримане значення напруга сягає 25 МВ  (Oak Ridge National Laboratory, США), і на сьогодні це самий високовольтний прискорювач у світі. Пелетрони досить широко застосовуються для прискорення різних типів частинок, наприклад позитронів, електронів та іонів у прискорювальних мас-спектрометрах (наприклад, для прецизійного радіовуглецевого датування), інжекторах іонів тощо.